# Croque monsieur

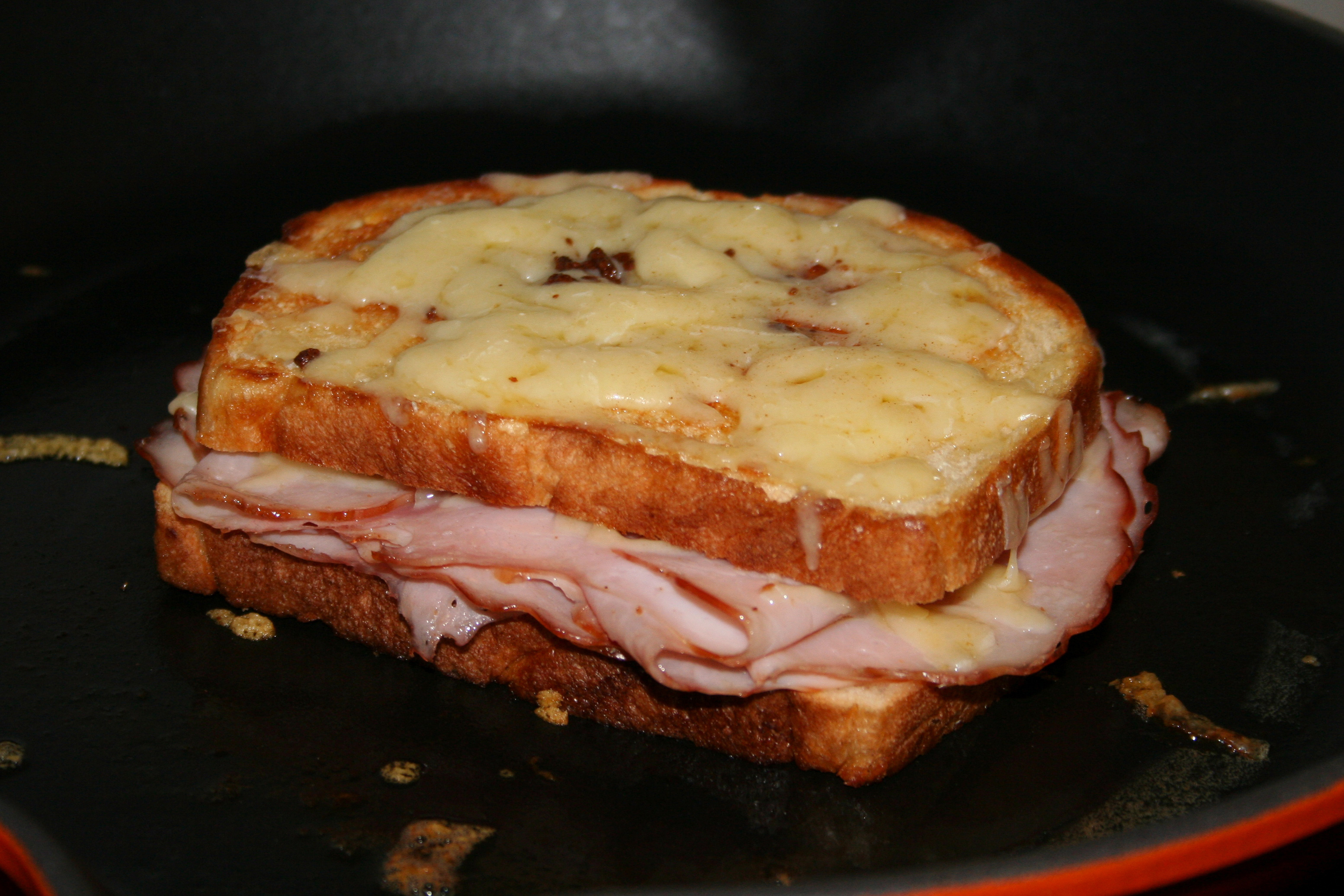
bánh croque monsieur

Croque monsieur (phát âm tiếng Pháp: [kʁɔk məsjø]) là món bánh mì kẹp giăm bông và phô mai nóng của Pháp. Tên gọi xuất phát từ các từ tiếng Pháp croque (giòn) và monsieur (quý ông).